# Villum Berthelsen
Peter Villum Berthelsen (* 14. April 2006) ist ein dänischer Fußballspieler.
Er spielt auf der Position des zentralen Mittelfeldspielers, kann aber auch als linker Außenstürmer eingesetzt werden. Berthelsens derzeitiger Verein ist der FC Nordsjælland, des Weiteren ist er auch dänischer Nachwuchsnationalspieler.

## Verein

### FC Nordsjælland
Villum Berthelsen spielte Fußball bei Allerød FK und bei Ølstykke FC, bevor er in die Akademie des FC Nordsjælland wechselte. Am 30. März 2025 gab er in der Superliga im Alter von 18 Jahren bei der 0:3-Niederlage bei Aarhus GF sein Profidebüt. Dieses Spiel fand in der Meisterrunde statt und am Ende der Saison wurde die Teilnahme an den europäischen Wettbewerben verfehlt.

## Nationalmannschaftslaufbahn
Villum Berthelsen kam in den Altersklassen U18 und U19 für dänische Nachwuchsnationalmannschaften zum Einsatz. Mit der A-Jugendnationalmannschaft nimmt er an der Europameisterschaft 2025 in Rumänien teil.